# ゴースト (スウェーデンのバンド)
ゴースト（Ghost）は、スウェーデン出身のヘヴィメタル・バンド。
同国のミュージシャン、トビアス・フォージが扮するキャラクターが主宰するグループ。数多くの音楽賞を受賞しており、2016年には「グラミー賞」を獲得した。北米地域においては権利関係の都合上、「Ghost B.C.」名義で活動している（B.C.は発音しない）。

## 来歴
2010年、リー・ドリアンの主宰するライズ・アバヴ・レコーズから『オーパス・エポニモウス』にてデビュー。同アルバムは、日本でもトゥルーパー・エンタテインメントからリリースされ、日本デビュー盤ともなっている。翌2011年よりヨーロッパ、アメリカなどをツアーで周る。2013年には二作目『インフェスティスマム』（ラテン語で「偉大なる脅威」の意）をリリースしメジャー進出。翌2013年11月にはデイヴ・グロールがプロデュースしたカヴァーEP『If You Have Ghost』をリリースした。
2014年8月にサマーソニックで初来日を果たした。
2016年には、第58回グラミー賞（2015年ベスト・メタル・パフォーマンス部門）を受賞している。
2017年4月に、バンドメンバー間での訴訟が起こされたことが元ネームレス・グールズの1人であるシモン・セーデルベリより4名のネームレス・グールズの連名発表された。この訴訟は、ネームレス・グールズ4名がボーカリストのパパ・エメリトゥス3世に対して起こしたもので、主に金銭に関する訴訟である。ネームレス・グールズの共通の理解と同意は、ゴーストが平等な条件でバンドであり、（法的パートナーシップの存在を主張）バンドの金銭的収支について公開される権利があるとし、訴訟の中でパパ・エメリトゥスに2011年から2016年までの期間に関する収入とバンドの経費を宣告するよう義務付けている。。また、訴訟のきっかけとなった出来事として、2016年にパパ・エメリトゥス3世がネームレス・グールズを自身の経営する会社の社員としようとしたことを挙げている。そして、この提案ではネームレス・グールズの主張によればバンドへの貢献に対する最低賃金であり、加えてゴーストの音楽に対する権利を放棄する条項も含まれていた。尚、訴訟を起こしたメンバーは2016年にパパ・エメリトゥス3世から解雇される形で全員脱退しており、バンド自体は2017年に新たにライブセッションメンバー（ネームレス・グールズ）を加入させて、活動を継続している。しかしながら、この行動自体はパパ・エメリトゥス3世の独断で行われていることであり、ネームレス・グールズは、ゴーストというバンドについてはメンバー全員の共同所有商標であると主張している。そして、パパ・エメリトゥス3世の行動について、「恥知らずなほどの不誠実で、強欲で、闇だ。ゴーストの楽曲の様な闇ではなく、一度金銭や名声に手に入りそうになると、親友であっても裏切るような闇だ。」と非難している。
その後、パパ・エメリトゥス3世は法廷に提出した書類によって、ゴーストは全員が共通の商業目的を持つパートナーシップによって運営されたことはなく、パパ・エメリトゥスが独占的に運営するビジネスであったと主張。ネームレス・グールズ達は、パパ・エメリトゥスが作成、制作、決定したゴーストの音楽作品とイメージを実行する作業しか行っておらず、その仕事に対する固定料/給与を受け取っているとされる。また、ゴーストの商標はパパ・エメリトゥスが自身の会社を通して自らコストを支払い2012年3月8日に欧州特許庁に提出され、「GHOST」は2013年11月30日および「GRUCIFIX」（逆十字とアルファベットのGを組み合わせたロゴ）は2012年8月3日に登録されている。
。また訴訟に伴い、本名である「トビアス・フォージ」を初めて明かしている。
2018年、心機一転して扮するキャラクターも「コピア枢機卿」に改め、4thアルバム『Prequelle』をリリース。
2018年10月17日、旧メンバー4人による訴訟はリンシェーピング地方裁判所によって棄却された。原告の提出した証拠、証人の証言からはパートナーシップ契約が存在したということを立証できないと解釈された為。原告はトビアス側の裁判費用約1600万円と、原告自身の裁判費用約3000円万円の支払いが課せられた。。
この判決を受け、4人の原告は控訴する予定であることを彼らの弁護士がメディアに語った。
2019年3月21日にDownload Festival Japan 2019で再来日。

## メンバー
- トビアス・フォージ (Tobias Forge) - ヴォーカル (2008– )

キャラクターの変遷
- コピア枢機卿 (Cardinal Copia) (2018– )
- パパ・エメリトゥス3世 (Papa Emeritus III) (2015–2017)
- パパ・エメリトゥス2世 (Papa Emeritus II) (2012–2015)
- パパ・エメリトゥス1世 (Papa Emeritus I) (2008–2012)

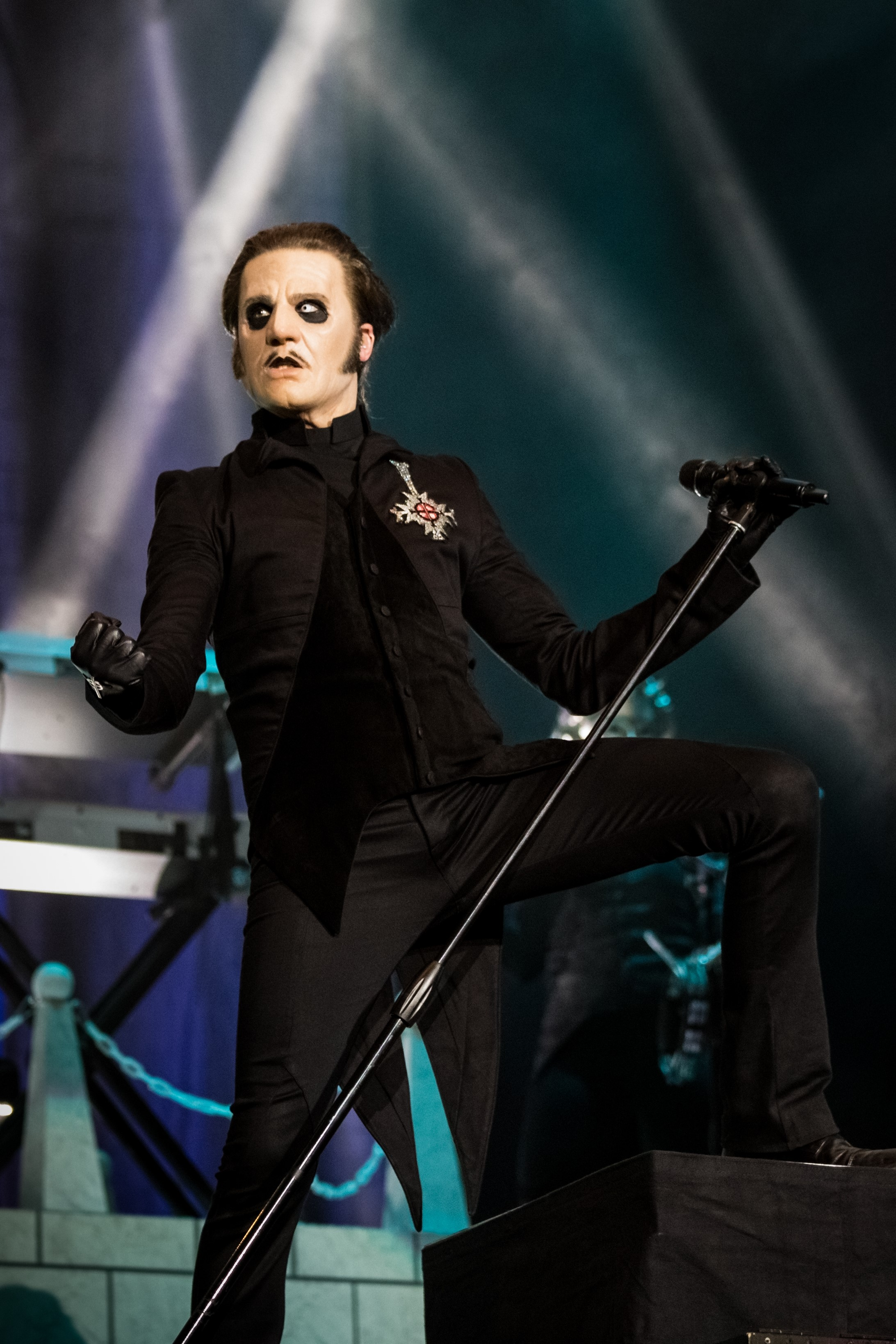
コピア枢機卿 (2018年)
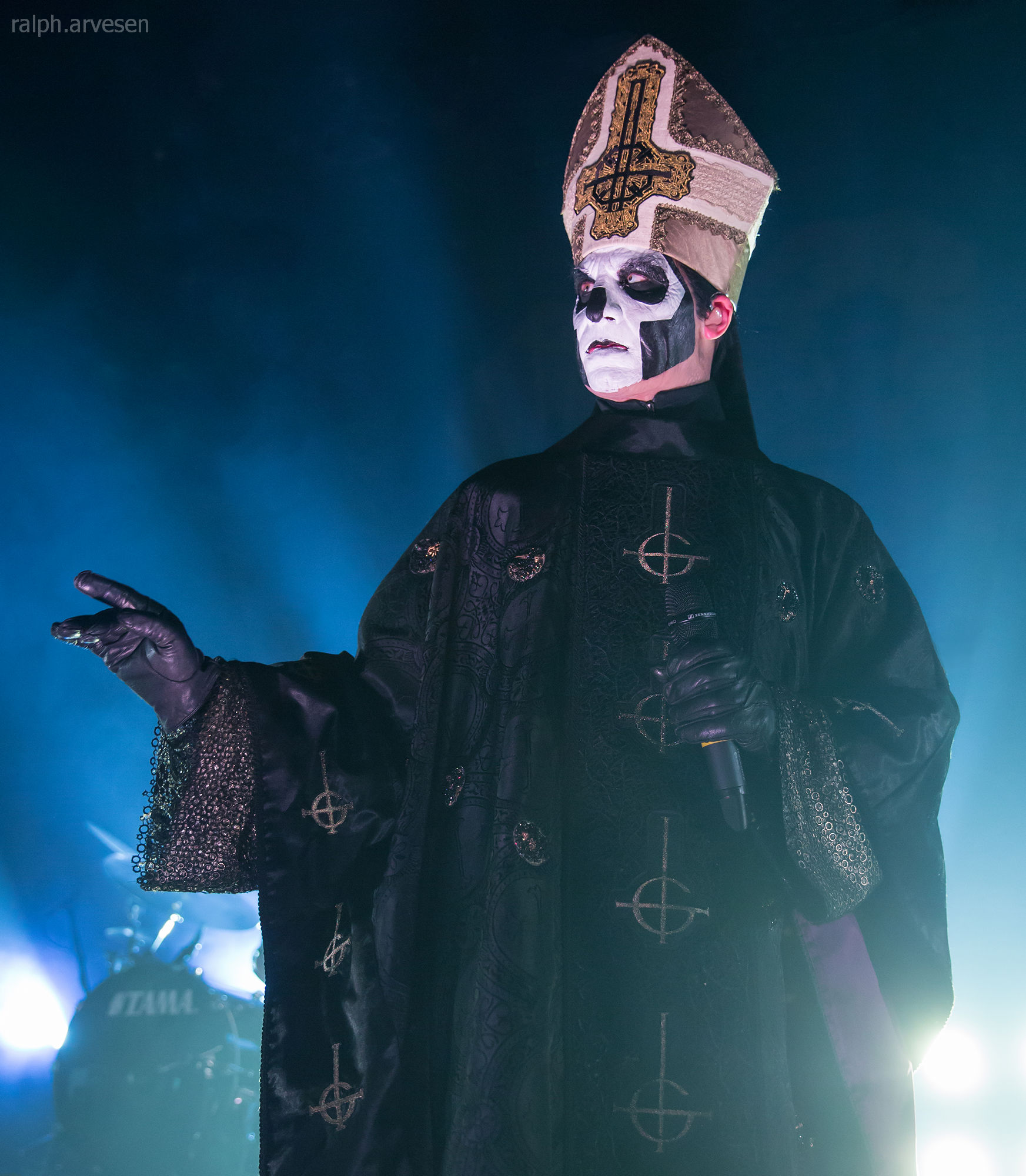
パパ・エメリトゥス3世 (2016年)
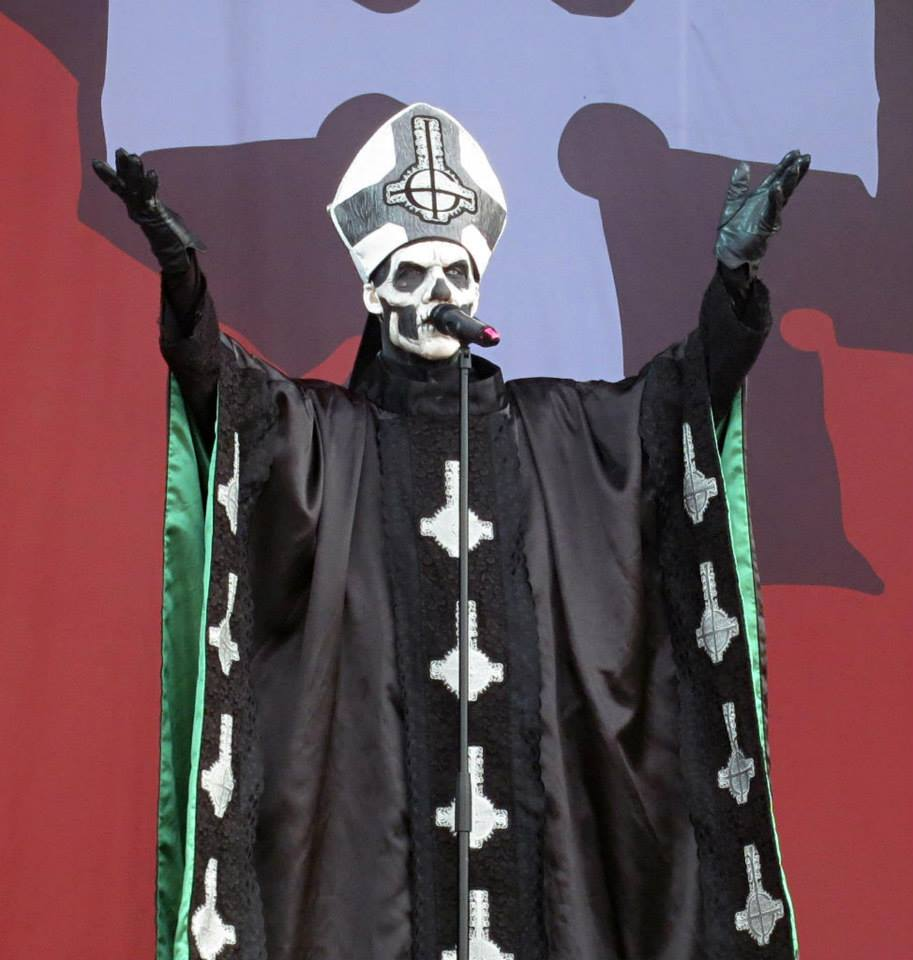
パパ・エメリトゥス2世 (2013年)
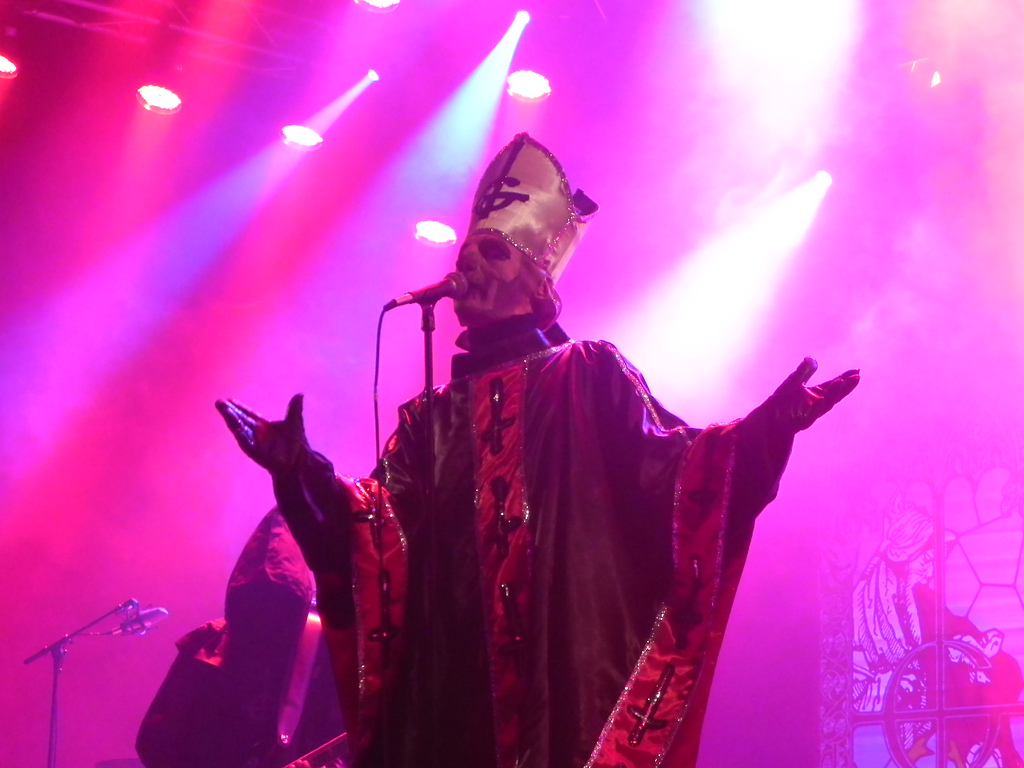
パパ・エメリトゥス1世 (2011年)

- ネームレス・グールズ（Nameless Ghouls）- リードギター、リズムギター、ベース、ドラムス、キーボード (2018年からは２名の女性メンバー、グーレッツが担当)
  - 　「ネームレス・グール」及び「グーレッツ」は、個々を識別する名前ではない。2010年から2017年まではネームレス・グールそれぞれに別々のアルケミーのシンボルが割り当てられていた。これまで、複数の人物がこのネームレス・グールズを務めている。
- パパ・ニヒル (Papa Nihil) – サクソフォーン (2018– )

## ディスコグラフィ
スタジオアルバム
- オーパス・エポニモウス - Opus Eponymous (2010)
- インフェスティスマム - Infestissumam  (2013)
- メリオーラ - Meliora (2015)
- プレクウェル - Prequelle (2018)
- IMPERA (2022)
- スケレタ - Skeletá (2025)

ライブアルバム
- Ceremony and Devotion (2017)

EP/ミニアルバム
- If You Have Ghost (2013)
- ポープスター - Popestar (2016)